# Eduardo Abela
Eduardo Félix Abela Villarreal (San Antonio de los Baños, 3 de julio de 1889-La Habana, 9 de noviembre de 1965) fue un artista, pintor y caricaturista cubano.

## Biografía
Aunque su primer trabajo fue de tabaquero manifestó una gran atracción por las artes plásticas a los veinte años de edad, por ello en 1912 se traslada a La Habana e ingresa en la Academia Nacional de Bellas Artes San Alejandro; también se formó en la Académie de la Grande Chaumière de París, Francia. Fue miembro fundador de la Unión de Escritores y Artistas de Cuba (UNEAC) y del Estudio Libre de Pintura y Escultura de La Habana, del que también fue director, y participó como jurado en el VIII Salón nacional de pintura y escultura.
Comenzó a publicar dibujos humorísticos en los periódicos habaneros. Vivió y trabajó en España entre 1921 y 1924, año en que regresó a Cuba. Su primera exposición la realizó en 1924 en el Salón de Arte Moderno de Madrid. En 1926 crea su más famoso personaje El bobo que sirvió como instrumento de lucha contra la tiranía de Gerardo Machado. El Bobo le dio un tipo de popularidad más ancha y efectiva: influencia en el medio social como humorista ingenioso y punzante, y desenvolvimiento económico. La prensa “pagaba” porque los cartones de Abela eran buscados cada día por la masa de lectores. Mientras la dictadura machadista se hundía en sangre y atropellos, El Bobo burlaba censuras y “pasaba por Bobo, pero era un vivo como tantos cubanos de la calle”. La caída de Machado en 1933, marcó el final de su labor periodística; en esa época marchó a Italia y como cónsul del gobierno cubano llegó a Milán.
De regreso a Cuba pintó algunas de sus obras notables de esa etapa: Guajiros (premiada en la II Exposición Nacional de Pintura y Escultura de 1938) y Los novios. Creó el Estudio Libre para Pintores y Escultores, para una enseñanza anticonvencional y verdaderamente incentivadora de la creación artística. Se unió al trabajo de pintores que introducen lenguajes artísticos más modernos y expuso en la muestra de Arte Nuevo. Viajó a Europa y residió dos años en París adquiriendo el éxito suficiente para exponer en la Galería Zak.
Entre 1942 y 1952 desempeñó misiones diplomáticas en México y Guatemala; en este último país recibió el Premio Nacional de Pintura (1947). Allá también realizó El Caos (1950), que marcó una sustancial transformación de su lenguaje expresivo: de cuadros de mediano formato a piezas de pequeña escala; de un modelado sólido de figuras a una atmósfera idílica, detallística, minuciosa, con referencias al mundo de Paul Klee y Marc Chagall. Luego de volver a Cuba en 1954, produjo notablemente en cantidad y calidad pequeñas joyas, que exhibió en numerosas muestras; entre ellas una retrospectiva en la Galería de La Habana, 1964.
En 1957 expuso por primera vez en una muestra colectiva durante la IV Bienal de São Paulo, realizada en el Parque do Ibirapuera de Sâo Paulo, Brasil.
En 1981 se celebró una Exposición homenaje a Eduardo Abela durante la II Bienal Internacional de Humorismo, celebrada en la Galería Eduardo Abela, en San Antonio de los Baños, La Habana.

## Masón
Recientemente en estudios realizado por la Respetable, Benemérita y Centenaria Logia Luz de Ariguanabo n.º 20, se demostró la afiliacion masónica de este destacado caricaturista.

## Obras más notorias
- Los novios
- Guajiros
- Estudio Libre para Pintores y Escultores
- El Caos (realizada en 1950)